# Ф. Пол Уилсън
Ф. Пол Уилсън (на английски: F. Paul Wilson) е американски лекар и писател на бестселъри в жанра хорър, научна фантастика, фентъзи и медицински трилър (с Матю Костело). Писал е и под псевдонима Колин Андрюс (на английски: Colin Andrews) и съвместния псевдоним Мери Елизабет Мърфи (на английски: Mary Elizabeth Murphy).

## Биография и творчество
Фредерик Пол Уилсън е роден на 17 май 1947 г. в Джърси Сити, Ню Джърси, САЩ, в семейството на Франсис Пол, бизнесмен, и Мария, домакиня, Уилсън.
На 23 август 1969 г. се жени за Мери Мърфи, педагог. Имат две деца – Дженифър и Меган.
Завършва Джорджтаунският университет с лекарска специалност през 1973 г. От 1974 г. работи по специалността си като практикуващ семеен лекар към „Cedar Bridge Medical Group“ в Бриктаун, Ню Джърси.
Започва да пише разкази още като студент, а след това и като пректикуващ лекар. Публикува в известното списание „Analog Science Fiction and Fact“. Първият му фантастичен роман на медицинска тематика „Healer“ от поредицата „Ланагю“ е публикуван през 1976 г.
Произведенията му нямат особен успех до публикуването през 1981 г. на хорър романа му „Пазителят на меча“ от поредицата „Противникът“. Той става международен бестселър и донася на автора световна известност. Екранизиран е от режисьора Майкъл Ман през 1983 г. във филма „The Keep“ с участието на Скот Глен, Иън Маккелън и Алберта Уотсън.
В периода 1992 – 1996 г., заедно с Матю Костело, са сценаристи и създатели на FTL RSS новини, които се излъчват по ТВ канал „Sci-Fi“.
През 1998 г. е издаден романът „Завещанието“ от другата му емблематична поредица „Майстор Джак“, първоначално под псевдонима Колин Андрюс, а след успеха на книгата – под истинското му име.
Освен като писател той работи и като сценарист към „Disney Interactive“ и други мултимедийни компании. Други негови произведения също са екранизирани. Разказът му „Кожите“ е превърнат в епизод от прочутия сериал „Masters of Horror“.
Произведенията му „Healer“ и „An Enemy of the State“ са включени в Залата на славата на либертианската научна фантастика.
Ф. Пол Уилсън живее със семейството си в Уол Тауншип, Ню Джърси.

## Произведения

### Самостоятелни романи
- Black Wind (1988)
- Midnight Mass (1990)
- Sibs (1991) – издаден и като „Sister Night“
- The Barrens (1992)
- The Foundation (1993) – като Колин Андрюс, издаден и като „The Select“
- Implant (1995) – като Колин Андрюс
- Virgin (1996) – като Мери Елизабет Мърфи
- Deep as the Marrow (1996) – като Колин Андрюс
Отвличане, изд. „Световна библиотека“ (2004), прев. Весела Иванова
- Mirage (1996) – с Матю Костело
Мираж, изд. „Одисей“ (1998), прев.
- Nightkill (1997) – със Стив Лайън
Нощно изтребление, изд. „Световна библиотека“ (2003), прев. Милен Ценов
- Masque (1998) – с Матю Костело, издаден и като „DNA Wars“
- The Fifth Harmonic (2003)
Петата хармония, изд.: „Унискорп“, София (2017), прев. Сашка Георгиева
- Draculas (2010) – с Блейк Крауч, Джак Килборн, Дж. А. Конрат и Джеф Странд
- The Proteus Cure (2013) – с Трейси Карбоне
- A Necessary End (2014) – със Сара Пинбъроу

### Серия „Ланагю“ (LaNague)
1. Healer (1976)
2. Wheels within Wheels (1978) – награда „Прометей“
3. An Enemy of the State (1980)
4. Dydeetown World (1989)
5. The Tery (1989)

- The Complete LaNague (2013)

#### във вселената на „Ланагю“

##### Разкази
- Higher Centers (1971)
- The Man with the Anteater (1971)
- Ratman (1971)
- Wheels Within Wheels (1971)
- Pard (1972)
- Lipidleggin' (1978)
- To Fill the Sea and Air (1979)
- The Tery (1979)
- Dydeetown Girl (1986)
- Wires (1988)
- Kids (1989)
- The LaNague Chronicles (1992)

### Серия „Противникът“ (Adversary)
1. The Keep (1981)
Пазителят на меча (Крепостта), изд.: ИК „Бард“, София (1994), прев. Юлиян Стойнов
2. The Tomb (1984)
Проклятието, изд.: ИК „Бард“, София (1996), прев. Юлия Чернева
3. The Touch (1986)
4. Reborn (1990)
5. Reprisal (1991)
6. Nightworld (1992)

- The Peabody-Ozymandias Traveling Circus & Oddity Emporium (2009)

### Серия „Майстор Джак“ (Repairman Jack)
1. Legacies (1998) – като Колин Андрюс
Завещанието, изд. „Рива“ (2009), прев. Павел Куц
2. Conspiracies (1998)
3. All the Rage (2000)
4. Hosts (2001)
5. The Haunted Air (2002)
6. Gateways (2003)
7. Crisscross (2004)
8. Infernal (2005)
9. Harbingers (2006)
10. Bloodline (2007)
Кръвна връзка, изд. „Калпазанов“ (2011), прев. Силвия Желева
11. By the Sword (2008)
12. Ground Zero (2009)
13. Fatal Error (2010)
14. The Dark at the End (2011)

#### във вселената на „Майстор Джак“

##### Разкази
- Един ден от живота, A Day in the Life (1988)
- The Last Rakosh (1990)
- Домашни поправки, Home Repairs (1991)
- The Long Way Home (1992)
- The Wringer (1995)
- Интерлюдия при Дуейн, Interlude at Duane's (2005)
- Do-Gooder (2006)
- Recalled (2009)
- Piney Power (2010)
- Quick Fixes: Tales of Repairman Jack (2011)
- Santa Jack (2013)

##### Серия „Джак“ (Jack)
1. Secret Histories (2008)
2. Secret Circles (2010)
3. Secret Vengeance (2010)

##### Серия „Ранни години“ (Early Years)
1. Cold City (2012)
2. Dark City (2013)
3. Fear City (2014)

### Серия „Симс“ (Sims) – награда „Прометей“
1. La Causa (2000)
2. The Portero Method (2001)
3. Meerm (2002)
4. Zero (2005)
5. Thy Brother's Keeper (2008)

### Участие в общи серии с други писатели

#### Серия „Уейуорд Пайнс“ (Kindle Worlds: Wayward Pines)
- The Widow Lindley (2013)

от серията има още 9 романа от различни автори

### Новели
- Buckets (1989)
- The Beast and Me (2001)

### Разкази
- The Cleaning Machine (1971)
- Green Winter (1981)
- Be Fruitful and Multiply (1982)
- Soft (1984)
- The Last One Mo' Once Golden Oldies Revival (1986)
- Lies (1986)
- Dat-Tay-Vao (1987)
- Day-Tay-Vao (1987)
- Doc Johnson (1987)
- Traps (1987)
- The Years the Music Died (1987)
- Наематели, Tenants (1987)
- Чувства, Feelings (1987)
- Cuts (1988)
- Лица, Faces (1988)
- Feelings (1988)
- Menage a Trois (1988)
- Muscles (1988)
- Tenants (1988)
- Изкормвача, Slasher (1989)
- Buckets (1989)
- Рокаджийско, Rockabilly (1989)
- Топси, Topsy (1989)
- Боровата пустош, The Barrens (1990)
- Десетия пръст, The Tenth Toe (1989)
- Дефинитивно лечение, Definitive Therapy (1990
- Midnight Mass (1990)
- Кожите, Pelts (1990)
- The Lord's Work (1992)
- Боб Дилън, Трой Джонсън и скоростната кралица, Bob Dylan, Troy Johnson, and the Speed Queen (1992)
- Itsy-Bitsy Spider (1995) – с Меган Уилсън
- CREATEPDO, ROVPD/CAVEE/EFI (1995)
- The Wringer (1995)
- Offshore (1996)
- Aryans and Absinthe (1997)
- The Glowing Hand (1997)
- Aftershock (1999) – награда „Брам Стокър“
- Разпети петък, Good Friday (1999)

### Сборници
- Soft and Others (1984)
- Ad Statum Perspicuum (1990)
- The Barrens and Others (1998)
Боровата пустош, изд. „Весела Люцканова“ (2003), прев. Константин Траев
- Artifact (2003) – с Кевин Дж. Андерсън, Джанет Берлинер и Матю Костело
- The Evil Entwines, Extended version (2005) – с Джон Б. Форд и Томас Лиготи
- Aftershock & Others: 19 Oddities (2009)
- Horror For Good (2012) – с Рамзи Кембъл, Рей Гартън, Джак Кечъм, Джо Лансдейл, Джо МакКини, Лиза Мортън, Джеф Странд и Лий Томас
- Midnight Symphony (2013) – с Кийлан Патрик Бърк, Робърт Форд, Брайън Джеймс Фрийман, Д. Ф. Гонзалес, Тим Либон, Кели Оуен, Мери Санджовани, Джеймс Брайън Смит и Робърт Суартууд
- Scenes from the Secret History of the World (2014)

### Графични романи и комикси
- The Christmas Thingy (2000)
- Sex Slaves Of The Dragon Tong: Dark Voices Volume 6 (2007)
- Completely Doomed (2007) – с Робърт Блох, Ричард Матисън и Дейвид Шоу

### Пиеси
- Кожите, Pelts (1989)
- Глим-глим, Glim-Glim (1989) – ТВ пиеса

### Екранизации
- 1983 The Keep
- 1989 Monsters – ТВ сериал, 1 епизод по „Глим-глим“
- 1992 FTL Newsfeed – ТВ сериал
- 1995 Bombmeister
- 1997 The Hunger – ТВ сериал, 1 епизод – „Menage a Trois“
- 2001 Traps
- 2001 Foet
- 2003 Midnight Mass – участва и като актьор в ролята на Ноа Рандал
- 2006 Masters of Horror – ТВ сериал, 1 епизод по „Кожи“
- 2006 Lipidleggin'